# Art almohade
L'art almohade és l'art que va sorgir en l'àrea d'influència dels almohades, entre 1130 i 1269.
El retorn a l'austeritat més extrema va trencar, encara més ràpidament que en el cas dels seus predecessors, els almoràvits, en un dels moments artístics de major esplendor (vegeu art almoràvit), particularment en el terreny de l'arquitectura; de manera que l'art almohade va seguir les petjades almoràvits consolidant i aprofundint les seves tipologies i motius ornamentals. Va continuar construint amb els mateixos materials - rajola, guix, argamassa i fusta - i va mantenir com a suport el pilar i els arcs usats en el període anterior.

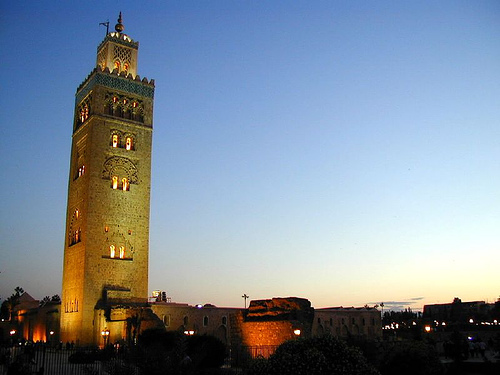
La mesquita Kutubiyya

De la mateixa manera, les seves mesquites, exceptuant la inacabada de Rabat, van seguir el model de la mesquita de Tilimsen, amb naus perpendiculars al mur de la quibla. En elles, es potencia un esquema en forma de "T" mitjançant cúpules que són de muqarnes en la mesquita de Tinmal i en la Qutubiyya de Marràqueix. Així doncs, la Qutubiyya, la de Hasan i la de Sevilla compten amb alminars molt semblants entre si. Es caracteritzen per la seva planta quadrada i la seva alçada composta per dues torres, una de les quals conté l'altra i entre les quals es troba una escala, o una rampa en el cas de la Giralda de Sevilla. La torre interior està formada per estances de volta superposades que tindran repercussió posterior en les torres campanars mudèjars, sobretot d'Aragó.
L'arquitectura palatina desenvolupà els patis creuers que ja havien aparegut a Madīnat al-Zahrā, encara que és en aquests moments quan adquireixen un gran protagonisme. Els seus millors testimonis es troben en l'Alcàsser de Sevilla on s'han conservat el pati de la casa de Contractació i altre, actualment subterrani, conegut com el Jardí Creuer o els Banys de na Maria de Padilla. Aquests possiblement foren traçats per alarifs que realitzaren el pati creuer del Castillejo de Monteagudo, que el va fer construir el governant amazic del Regne de Múrcia. Aquest esquema serà reprès en els patis nassaris i mudèjars. De la mateixa manera, una altra novetat que apareix en el Pati del Guix de l'Alcàsser sevillà, tindrà una gran repercussió. Consisteix en la col·locació d'unes xicotetes obertures o finestres cobertes amb gelosies d'estuc sobre el va d'accés a una estança per a permetre la seva il·luminació i ventilació.
L'arquitectura militar experimenta un enriquiment tipològic i un perfeccionament de la seva eficàcia defensiva de gran transcendència, fins i tot en l'àmbit cristià. Apareixen complexes portes en recode perquè els atacants poguessin avançar, i deixaren un dels seus flancs al descobert; torres poligonals per desviar l'angle de tir; torres albarranes separades del recinte emmurallat però unit a ell en la part superior mitjançant un arc superior i projecció de la qual fa que augmenti la seva eficàcia defensiva respecte a una torre normal; murs coraches que discorren perpendiculars al recinte emmurallat amb l'objectiu de protegir una tome d'aigua, una porta per evitar el cerc complet; així com barbacanes o avant-murs. Entre les fortificacions destaquen les cerques de Càceres, Badajoz i Sevilla; a aquesta última pertany la famosa torre albarrana poligonal coneguda com la Torre de l'Or.
En el terreny decoratiu aplicaren un repertori caracteritzat per la sobrietat, l'ordre i el racionalisme. Això es traduí en l'aparició de motius amplis que deixen espais lliures en els quals triomfen l'entrellaçat geomètric, les formes vegetals llises i el tret ornamental més innovador, la sebqa. Aquesta composició que decora la Giralda consisteix en una doble trama romboidal en dos plans compostos per arcs decoratius superposats a partir de la clau dels inferiors. Una altra decoració arquitectònica que apareix en aquest mateix alminar i en la Qutubiyya és la ceràmica, en la qual s'aplica la tècnica de l'alicatat; és a dir, peces retallades que, combinades entre si, formen un motiu decoratiu. En altres ocasions, aquestes manifestacions ajunten el caràcter ornamental amb el funcional. És el cas de la fusta amb què es realitzaren sostres de par i nus amb tirants i que l'exemplar més antic cobreix la nau axial de la Qutubiyya de Marràqueix. Aquestes armadures van adquirir un gran protagonisme en l'art mudèjar.
Les produccions artístiques d'aquest període estan més mal representades a causa de la seva confusió amb les d'altres períodes artístics. Així succeeix amb els teixits que es distingeixen amb dificultat dels mudèjars. Acusen una pràctica absència de motius figurats així com un augment de decoració geomètrica i epigràfica a base de la repetició insistent de paraules àrabs com "benedicció" i "felicitat". En la metal·listeria destaquen aguamanils que representen figures animals decorades amb incisions vegetals cisellades com el lleó de Monsó de Camps que fins a la data recent era considerat una peça califal.